# L'amour de loin
L'amour de loin (El amor de lejos) es una ópera en cinco actos, la primera de la compositora finlandesa Kaija Saariaho, con libreto en francés (con algunos fragmentos en occitano) de Amin Maalouf. Tuvo su estreno mundial el 15 de agosto de 2000, en el Festival de Salzburgo, bajo la dirección orquestal de Susanna Mälkki.
Saariaho, viviendo en París desde 1982, se familiarizó en 1993 con La vida breve, de uno de los primeros grandes trovadores del siglo XII, Jaufré Rudel. Anteriormente, asistió a la producción de Peter Sellars de la ópera de Messiaen, Saint-François d'Assise en el Festival de Salzburgo en 1992, pero no sintió que fuera capaz de escribir una. Sin embargo, la producción la convenció de la posibilidad de transformar el poema en una ópera, dada la sensibilidad y el talento de Sellars: “Si eso es una ópera, entonces puedo escribir una" se le atribuye haber dicho.
La idea para una ópera con este tema era desarrollarla en los siguientes siete u ocho años. Luego de ser atrapada al ver los manuscritos originales de la historia de Jaufré (el joven poeta de corazón roto que escribió a su lejana amante en Trípoli), puso música al poema con el estilo de Lonh en 1996, una pieza para soprano e instrumentos electrónicos.
La sensibilidad y experiencia de Amin Maalouf, un autor y periodista franco-libanés radicado en París, y Saariaho – ambos exiliados voluntarios – los unieron colaborando en tornar “a una historia aparentemente simple en una historia compleja contada muy simplemente. …..(y con) la directa trayectoria de su trama, L’amour de loin gira ansiosamente alrededor de temas más profundos – la obsesión y la dedicación, la realidad y la ilusión, la soledad del artista, la necesidad de pertenecer”.
Confirmado un compromiso adelantado del Festival de Salzburgo de presentar la todavía inconclusa ópera, Saariaho emprende la escritura de L'amour de loin en 1999.
Esta ópera rara vez se representa en la actualidad; en las  estadísticas de Operabase aparece con solo seis representaciones en el período 2005-2010, siendo la 1.ª de Saariaho.

## Personajes
| Personaje                                                                  | Tesitura     | Reparto del estreno Festival de Salzburgo, 27/07/2002 dir.: Kent Nagano |
| -------------------------------------------------------------------------- | ------------ | ----------------------------------------------------------------------- |
| Jaufré Rudel, Príncipe de Blaye, y trovador, obsesionado con el amor ideal | barítono     | Gerald Finley                                                           |
| Peregrino, mediador, que lleva mensajes de ida y vuelta                    | mezzosoprano | Dagmar Peckova                                                          |
| Clémence, la condesa de Trípoli                                            | soprano      | Dawn Upshaw                                                             |
| Coro                                                                       |              |                                                                         |

## Argumento
La acción se desarrolla en el siglo XII, en Aquitania, Trípoli y en el mar.

### Acto I
Jaufré, estando cansado de los placeres de la vida, desea un amor distinto, lejano, pero comprende que es inverosímil que pueda llegar a encontrarlo. El coro, conformado por sus antiguos compañeros, se ríe de sus sueños y le dice que la mujer por la que él canta no existe. Sin embargo, un peregrino, llegado recientemente del extranjero, dice a Jaufré que existe tal mujer, de hecho, porque él la ha encontrado. Jaufré entonces se dedica solamente a pensar en ella.

### Acto II
El peregrino, volviendo a Trípoli, encuentra a Clémence y le dice que, en Francia, un príncipe-trovador la ensalza en sus canciones, llamándola su “amor de lejos”. Aunque esto inicialmente la ofende, Clémence comienza a soñar con este amante extraño y lejano, preguntándose si ella es digna de recibir tal dedicación.

### Acto III
En la primera escena, a su vuelta a Blaye, el peregrino vuelve a encontrarse con Jaufré y le dice que la dama ahora sabe que él canta sobre ella. Jaufré decide que debe viajar para encontrarla.

En la segunda escena, se ve que sin embargo, Clémence parece preferir que su relación siga siendo distante, puesto que ella se rehúsa a vivir constantemente esperando y no quiere sufrir.

### Acto IV
En un impulso, Jaufré parte a encontrarse con su “amor de lejos”, pero no sin cierta agitación. Él supone que no ha tomado la decisión correcta, sobre todo estando seriamente enfermo, teme que la enfermedad aumente al llegar a Trípoli. Finalmente, arriba, pero está muriendo.

### Acto V
Cuando el barco atraca, el Peregrino se adelanta a advertir a Clémence que Jaufré está allí, pero que está a punto de morir y pide verla. 
El trovador llega a la ciudadela de Tripolis inconsciente, llevado en una camilla. En la presencia de la mujer a quien canta, revive poco a poco. 
Así, los dos "amantes de lejos" se encuentran, y con la tragedia se acercan. Se declaran su pasión, se abrazan y prometen amarse uno al  otro.
Cuando Jaufré muere en sus brazos, Clémence reniega contra el Cielo; Entonces, creyendo que el desastre que acaba de ocurrir es su culpa, decide entrar en un convento. 
En la última escena la vemos en oración, pero sus palabras son ambiguas, y no sabemos con exactitud a quién reza sobre sus rodillas: si a su lejano Dios o su "amor de lejos".

## Presentaciones

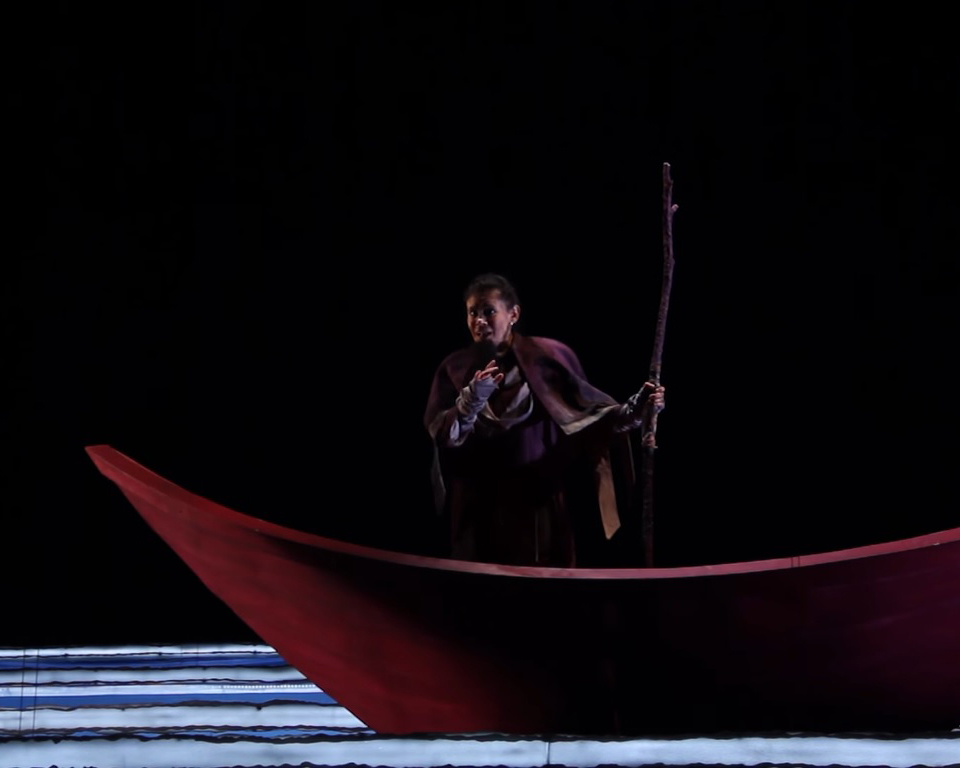
Presentación en la Ciudad de México en 2019.

Eventualmente, la producción de la ópera se convirtió en una comisión conjunta del Theatre du Chatelet en París y la Ópera de Santa Fe, sumado a Salzburgo. Peter Sellars dirigió la producción original, así como también varias posteriores.
Presentaciones posteriores se dieron en el Stadttheater de Berna, Suiza (diciembre de 2001 en adelante) y más tarde en Darmstadt, Alemania en 2003, y en la Ópera Nacional de Finlandia en Helsinki en 2004.
En la temporada 2016-17 se presenta en el Metropolintan Opera Archivado el 4 de noviembre de 2016 en Wayback Machine. de Nueva York, con puesta en escena de Robert Lepage. 

## Grabaciones
- DVD: L'amour de loin con Dawn Upshaw, Gerald Finley, y Monica Groop. Ópera Nacional Finlandesa, Helsinki, 2004, conducida por Esa-Pekka Salonen. Dirigida por Peter Sellars. Lanzamiento 2005.
- SACD: L'amour de loin. Daniel Belcher (Jaufré Rudel) (tenor); Ekaterina Lekhina (Clémence) (soprano); Marie-Ange Todorovitch (Pilgrim) (mezzo) Rundfunkchor Berlin; Deutsches Symphonie-Orchester Berlin/Kent Nagano director. Grabado marzo de 2006, Teldex Studio, Berlin y octubre de 2008, Bavaria Music Studios, Munich. Harmonia Mundi HMC 801937.38